# Daniel Lucero
Daniel Alexandro Lucero (Mercedes, 17 aprile 2002) è un calciatore argentino, attaccante della Juv. Antoniana.

## Caratteristiche tecniche
È un centravanti.

## Carriera
Lucero è cresciuto nel settore giovanile del River Plate ed ha debuttato in prima squadra il 16 maggio 2021, nel Superclásico contro il Boca Juniors in Copa de la Liga Profesional perso ai rigori. Utilizzato solamente con la seconda squadra nei mesi successivi, nel marzo del 2022 è stato ceduto in prestito al Macará in Ecuador. Dopo soli tre mesi il prestito è stato interrotto e Lucero è tornato al River, dove non ha però trovato spazio in prima squadra. Nel gennaio del 2023 ha rescisso il suo contratto ed ha firmato con l'Arsenal Sarandí. Utilizzato con poca frequenza, nel gennaio del 2024 ha rescisso il contratto con il club di Sarandí, e poche settimane dopo ha firmato con il Mercedes, scendendo nella Primera C.

## Statistiche

### Presenze e reti nei club
Statistiche aggiornate al 14 aprile 2024.
| Stagione        | Squadra         | Campionato      | Campionato | Campionato | Coppe nazionali | Coppe nazionali | Coppe nazionali | Coppe continentali | Coppe continentali | Coppe continentali | Altre coppe | Altre coppe | Altre coppe | Totale | Totale | Totale |
| Stagione        | Squadra         | Comp            | Pres       | Reti       | Comp            | Pres            | Reti            | Comp               | Pres               | Reti               | Comp        | Pres        | Reti        | Pres   | Reti   |        |
| --------------- | --------------- | --------------- | ---------- | ---------- | --------------- | --------------- | --------------- | ------------------ | ------------------ | ------------------ | ----------- | ----------- | ----------- | ------ | ------ | ------ |
| 2021            | River Plate     | PD              | 0          | 0          | CA+CdL          | 0+1             | 0               | CL                 | 0                  | 0                  |             | -           | -           | 1      | 0      |        |
| 2022            | Macaé           | A               | 3          | 0          |                 | -               | -               |                    | -                  | -                  |             | -           | -           | 3      | 0      |        |
| 2023            | Arsenal Sarandí | PD              | 7          | 0          | CA+CdL          | 0+2             | 0               |                    | -                  | -                  |             | -           | -           | 9      | 0      |        |
| 2024            | Mercedes        | PC              | 0          | 0          |                 | -               | -               |                    | -                  | -                  |             | -           | -           | 0      | 0      |        |
| Totale carriera | Totale carriera | Totale carriera | 10         | 0          |                 | 3               | 0               |                    | 0                  | 0                  |             | -           | -           | 13     | 0      |        |